# Maxillaria strictissima
Maxillaria strictissima là một loài thực vật có hoa trong họ Lan. Loài này được (Kraenzl.) P.Ortiz mô tả khoa học đầu tiên năm 1991.